# スティーオ
スティーオ（伊: Stio）は、イタリア共和国カンパニア州サレルノ県にある、人口約900人の基礎自治体（コムーネ）。

## 地理

### 位置・広がり

#### 隣接コムーネ
隣接するコムーネは以下の通り。
- カンポラ
- ジョーイ
- ラウリーノ
- マリアーノ・ヴェーテレ
- オッリア